# 小松台西
小松台西（こまつだいにし）とは、宮崎県宮崎市内の地名。小松台地域自治区に属している。郵便番号は880-0954。1丁目から3丁目が設置されているが住居表示未実施地域。

## 地理
宮崎市の中西部、小松台地域自治区に属し、小松台団地の中部・西部に位置する住宅街である。大字小松（上小松・下小松）、小松台北町、大塚町（無量寺道上）と接する。

## 歴史
1986年 - 大字小松、大塚町のそれぞれ一部をもって、小松台西1～3丁目が誕生

## 世帯数と人口
2023年（令和5年）6月1日現在の世帯数と人口は以下の通りである。
| 町丁          | 世帯数  | 人口  |
| ------------- | ------- | ----- |
| 小松台西1丁目 | 101世帯 | 236人 |
| 小松台西2丁目 | 141世帯 | 337人 |
| 小松台西3丁目 | 255世帯 | 538人 |

## 小・中学校の学区
市立小・中学校に通う場合、学区は以下の通りとなる。
| 町名     | 小学校               | 中学校             |
| -------- | -------------------- | ------------------ |
| 小松台西 | 宮崎市立小松台小学校 | 宮崎市立生目中学校 |

## 交通

### バス
宮交グループの運営するバスが営業している。

## 施設
- 宮崎市立小松台小学校